# Де Ривьер, Николя
Николя де Ривьер (фр. Nicolas de Rivière, род. 26 сентября 1963, Париж) — французский дипломат. Чрезвычайный и полномочный посол Французской Республики в Российской Федерации с 1 февраля 2025 года.

## Биография
Родился 26 сентября 1963 года в Париже.
Окончил Парижский Институт политических исследований и Национальную школу администрации (1992).
На государственной и дипломатический службе с 1992 года.
С 1992 по 1994 год работал в Центральной администрации, Управлении Организации Объединенных Наций и международных организаций. С 1994 по 1997 год — первый секретарь Посольства Франции в Нидерландах (Гаага). С 1997 по 2001 год — первый секретарь Посольства Франции в США (Вашингтон). С 2002 по 2005 год — советник правительства Франции по экономическим вопросам Азии и Северной Америки. С 2005 по 2010 год — второй советник в Постоянном Представительстве Франции при Организации Объединённых Наций. С 2011 по 2014 год — работа в Центральной администрации, директор Управления Организации Объединенных Наций, международных организаций, прав человека и франкофонии. С 2014 по 2019 год — работа в Центральной администрации, генеральный директор Главного Управления по политическим вопросам и безопасности.
С 1 июля 2019 по 30 января 2025 — постоянный Представитель Франции при Организации Объединённых Наций в Нью Йорке.
1 февраля 2025 года назначен Чрезвычайным и полномочным послом Французской Республики в Российской Федерации. Прибыл в Россию и приступил к исполнению обязанностей 1 апреля 2025 года.
Кавалер Ордена Почётного легиона (2015).
Владеет английским, немецким и нидерландским языками. Бакалавр права.